# Țehiv, Horohiv
Țehiv (în ucraineană Цегів) este localitatea de reședință a comunei Țehiv din raionul Horohiv, regiunea Volînia, Ucraina.

## Demografie
Componența lingvistică a localității Țehiv
     Ucraineană (99,79%)
Conform recensământului din 2001, majoritatea populației localității Țehiv era vorbitoare de ucraineană (99,79%), existând în minoritate și vorbitori de alte limbi.